# Seaford (Delaware)
Seaford é uma cidade localizada no estado americano de Delaware, no condado de Sussex. Foi incorporada em 6 de abril de 1865.

## Geografia
De acordo com o United States Census Bureau, a cidade tem uma área de 13,7 km², onde 13,5 km² estão cobertos por terra e 0,2 km² por água.

### Localidades na vizinhança
O diagrama seguinte representa as localidades num raio de 16 km ao redor de Seaford.

## Demografia
Segundo o censo nacional de 2010, a sua população é de 6 928 habitantes e sua densidade populacional é de 513,4 hab/km². É a sétima localidade mais populosa do estado. Possui 3 001 residências, que resulta em uma densidade de 222,4 residências/km².